# Ermita de Sant Roc i Sant Sebastià (Albalat de la Ribera)
L'ermita de Sant Roc i Sant Sebastià és un temple situat a la plaça de Sant Roc, en el municipi d'Albalat de la Ribera. És un Bé de Rellevància Local amb identificador nombre 46.21.008-002.
Està dedicada als sants protectors contra la pesta.

## Història
L'actual ermita es va construir a mitjan segle xvii sobre les restes d'una anterior del segle xiv, la qual al seu torn ocupava el lloc d'una mesquita. El temple va servir a l'Hospital de Sant Pere, actualment desaparegut. A mitjan segle xix va patir una restauració en la qual es va eliminar el retaule dels sants titulars, obra de Bartolomé Matarana. En els 1980 va ser restaurada una vegada més, intentant recuperar l'aspecte original de l'edifici, en particular el color ocre.

## Descripció
L'ermita es troba en el nucli urbà d'Albalat, mirant a la plaça de Sant Roc, formada per la confluència dels carrers de Cavallers i del Castell. Durant bona part del període cristià va estar annexa a l'Hospital de Sant Pere, fins a la seva desaparició. Un retaule de taulells rememora els fets més significatius de la història de la institució hospitalària.
En el conjunt es combinen elements barrocs -com el frontó curvilini- amb altres moriscs, més freqüents a l'interior. El campanar, situat en la cantonada del carrer Cavallers, és un prisma triangular i està cobert de teules. En la façana s'obre la porta amb llinda. Sobre ella hi ha un retaule de taulells, de 1943, amb la imatge de Sant Roc i, més amunt, un òcul ovalat. A la dreta de la porta hi ha un retaule ceràmic d'un pas del Viacrucis, a l'esquerra hi ha una placa ceràmica amb el nom de la via pública, placeta de Sant Roc. Hi ha dos fanals en la façana.
L'interior és de planta rectangular amb pis de rajoles negres i blanques. Està constituït per una sola nau dividida en tres trams i sagristia. Presenta capelles entre els contraforts. El cor té un enteixinat d'estil morisc en la seua part superior. La pila baptismal està tallada en pedra. L'altar és exempt, venerant-se una imatge de Sant Roc de 1939, una talla de la Immaculada i una altra de Sant Sebastià.